# Jim Loach

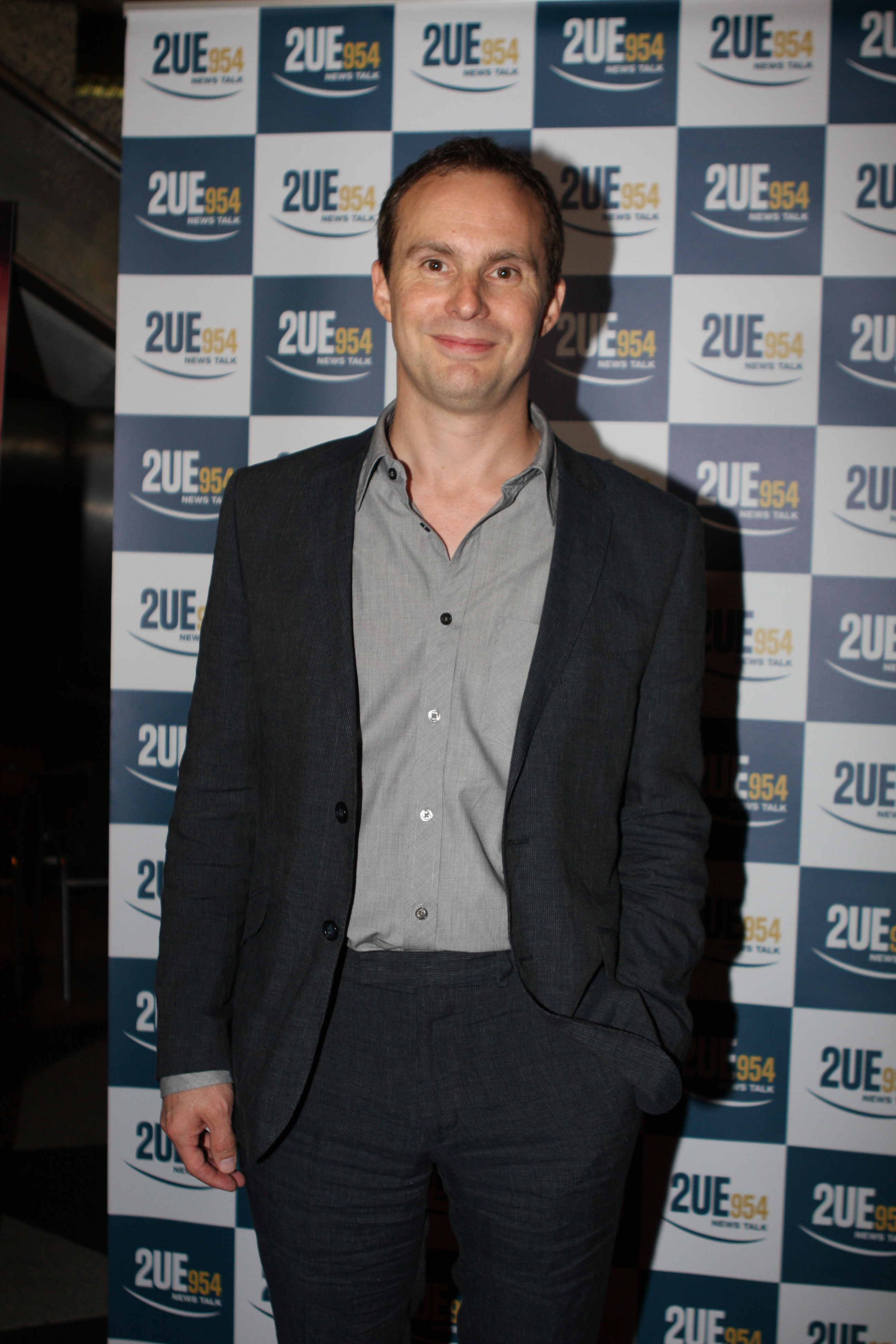
Jim Loach, 2011

Jim Loach (* 6. Juni 1969 in London) ist ein britischer Film- und Fernsehregisseur.

## Leben
Jim Loach wuchs in Bath auf. Er absolvierte ein Philosophiestudium am University College in London. Danach arbeitete er für die BBC, u. a. für Sue Lawley und ihre Talkshow und die Fernsehmoderatorin Anne Robinson. Er produzierte drei Filme für die Dokureihe World in Action und führte Regie in einigen Folgen der Seifenoper Coronation Street des Senders ITV.
Sein Debütfilm war das Filmdrama Oranges and Sunshine (2010) nach einem Drehbuch von Rona Munro mit Emily Watson, Hugo Weaving und David Wenham in den Hauptrollen. In dem Film geht es um einen Skandal in der Stadt Nottingham: In den 1980er Jahren deckte die Sozialarbeiterin Margaret Humphreys (Emily Watson) auf, dass zwischen 1947 und 1967 etwa zehntausend Kinder, die jüngsten von ihnen erst drei Jahre alt, nach Australien geschickt worden sind, angeblich weil die Eltern nicht in der Lage waren, die Kinder zu versorgen. Die Kinder landeten in Heimen, viele wurden als billige Arbeitskräfte ausgenutzt oder missbraucht. Der Film wurde mehrfach ausgezeichnet und erhielt 2012 sieben Nominierungen für den AACTA Award. 2018 drehte er seinen zweiten Kinofilm, Measure of a Man, nach dem Coming-of-Age-Roman des US-amerikanischen Sportjournalisten Robert Lipsyte.
In Deutschland bekannt ist er vor allem als Regisseur von Serien wie Hollyoaks, Hotel Babylon, Inspector Banks, Der junge Inspektor Morse oder Victoria.

## Familie
Jim Loach ist das vierte von fünf Kindern des Regisseurs Ken Loach und der Bruder der Filmproduzentin Emma Loach.